# 衛武營管風琴音樂節
衛武營管風琴音樂節（英語：Weiwuying Organ Festival），是衛武營國家藝術文化中心於2022年起每年春天舉辦的音樂節慶。

## 簡介
衛武營管風琴音樂節是衛武營國家藝術文化中心一年一度的管風琴演出，該音樂節以獨奏、管絃樂團協奏、手風琴二重奏等形式來展現管風琴音樂的特色。除了演出外，衛武營也舉辦教育推廣的管風琴音樂工作坊、“探索管風琴音樂”、電影播映與出版管風琴繪本。

## 歷史沿革
- 第一屆音樂節于2022年4月舉辦，音樂節藝術總監是德國管風琴家克利斯蒂安‧施米特（德语：Christian Schmitt (Organist)），後因新冠嚴重特殊傳染性肺炎的影響改為線上節目形式。[7][8]

- 第二屆音樂節于2023年3月舉辦[9]，音樂節藝術總監是拉脫維亞籍管風琴家伊維塔‧艾普卡娜（英语：Iveta Apkalna）。本次音樂節與屏東縣政府合作，首場音樂會在屏東演藝廳音樂廳演出。[10][11][12][13][14][15]

## 外部連結
- 2022衛武營管風琴線上音樂節 （页面存档备份，存于）
- 2023衛武營管風琴音樂節 （页面存档备份，存于）